# Benedik Mioč
Benedik Mioč (Eszék, 1994. október 6. –) horvát labdarúgó, a horvát élvonalbeli NK Osijek játékosa.

## Pályafutása
Mioč az NK Osijek akadémiáján nevelkedett. Fejlődése céljából 2013-ban a másodosztályú HNK Segesta csapatához került kölcsönbe. 2014 februárjában Miočot kölcsönadták a Višnjevacnak, amely a horvát harmadosztályban szerepelt akkoriban. 2015 januárjában újabb kölcsön keretében az NK Belišće igazolta le.
Az eszéki csapatban 2016. március 1-jén debütált a Hajduk Split elleni bajnokin. Zoran Lesjak cseréjeként állt be a 71. percben. 2017 januárjában 2020 nyaráig meghosszabbította a szerződését. A 2017-2018-as szezonban az Európa-liga selejtezőjében is pályára léphetett, szeptemberben az andorrai Santa Coloma ellen gólt is szerzett.
2018 nyarán kölcsönben a Puskás Akadémia játékosa lett.